# Орлин Спасов
Орлин Спасов е български експерт по медии и журналистика.

## Биография
Орлин Мирчев Спасов е роден през 1962 г. Завършва Българска филология в Софийския университет „Св. Климент Охридски“. Доктор по социология с дисертация на тема „Медии и преход. Политики на репрезентация“ (2000).
Асистент (от 1994), а след това доцент (от 2006) във Факултета по журналистика и масова комуникация на СУ „Св. Климент Охридски“. Ръководител на катедра „Радио и телевизия“ във Факултета по журналистика и масови комуникации на СУ „Св. Климент Охридски“ (2006-2010).
Лектор и изследовател в Европейския университет Виадрина, Франкфурт на Одер.
Колумнист на вестник „Култура“ за телевизии (90-те години).
Член-основател на фондация „Медийна демокрация“ (2007). Основател на Института за съвременни дигитални архиви (ИСДА) (2008).

### Монографии
- „Преходът и медиите: политики на репрезентация. България 1989-2000“. УИ „Св. Климент Охридски“, С., 2000, 199 с.[3]

### Съставителство
- „Ars Erotica“ (1992)
- „Медии и митове“. (заедно с Георги Лозанов). София: УИ „Св. Климент Охридски“ - ФЖМК, 2000, 408 с.[4]
- „Медии и преход“. (заедно с Георги Лозанов). София: Център за развитие на медиите, 2000 (ISBN 954-90517-2-2)
- „24 часа: Вестникът“. (заедно с Георги Лозанов и Росен Янков). София: Труд, 2001, 223 с. (ISBN 954-528-235-5)
- „Дневен Труд: Лидерът“. (заедно с Георги Лозанов). София: Труд, 2002, 239 с. (ISBN 954-528-344-0)[5]
- „Quality Press in Southeast Europe“ (2004)
- „bTV: новата визия“. (заедно с Георги Лозанов). София: Фондация „Медийна демокрация“, 2008, 288 с.[6]
- „Култура. Медии. Публичност“. Сборник от конференцията, посветена на 50-годишнината на вестник „Култура“. (заедно с Тотка Монова, Снежана Попова, Жана Попова и Марин Бодаков). Университетско издателство „Св. Климент Охридски“, С., 2010,
- „Медиите и политиката“. (заедно с Георги Лозанов). София: Фондация „Медийна демокрация“, 2011, 255 с.
- „Гласовете на прехода. Либералите“. (заедно с Мартин Иванов и Венелин Стойчев). София: ИК „Изток-Запад“, 2011, 469 с. (ISBN 978-9-54321-833-4)
- „Нови медии - нови мобилизации Архив на оригинала от 2012-01-31 в Wayback Machine.“. (заедно с Ивайло Дичев). София: Институт „Отворено общество“, 2011, 328 с. (ISBN 978-954-2933-07-6)

и др.